# Jacques Borlée
Jacques Borlée (Stanleystad, 27 september 1957) is een voormalige Belgische sprinter en trainer. Hij werd meervoudig Belgisch kampioen in diverse sprintdisciplines. Ook vertegenwoordigde hij België op verschillende grote internationale atletiekwedstrijden. Zo nam hij eenmaal deel aan de Olympische Spelen, maar won bij die gelegenheid geen medailles. Hij werd in 2011 en 2012 Belgisch coach van het Jaar.

## Biografie
Borlée was gehuwd met Edith Demaertelaere, voormalig kampioene op de 200 m. Ook is hij bekend als vader, coach en manager van zijn kinderen Olivia, Kevin, Jonathan en Dylan. Arnaud Destatte maakt eveneens deel uit van zijn trainingsgroep. In zijn periode als atleet was Borlée aangesloten bij RCB (Racing Brussel).
Als sprinter was Jacques Borlée een generatiegenoot van Fons Brydenbach. In 1980 maakte hij zijn olympisch debuut op de Olympische Spelen van Moskou. Op de 400 m kwam hij door de voorrondes met een tijd van 47,77 s. In de kwartfinale liep hij met 47,73 iets sneller, maar mocht hiermee toch niet doorstromen naar de halve finale. In 1983 behaalde hij op de Europese indoorkampioenschappen in Boedapest een zilveren medaille op de 200 m. Met een tijd van 21,13 eindigde hij achter de Sovjet-Rus Aleksandr Jevgenjev (goud; 20,97) en voor de Hongaar István Nagy (brons; 21,18).
Borlée doet nog recreatief aan sport, maar geniet tegenwoordig meer bekendheid als trainer. Vanaf 2003 legt hij zich toe op het coachen van zijn kinderen en als Belgisch coach ateliek. Hiervoor krijgt hij erkenning en werd in 2011 en 2012 uitgeroepen tot Coach van het Jaar. Hij gebruikt hierbij veelvuldig de wetenschap. Hij is ook medestichter van de Βrussels αthletics, een Vzw die ondersteund wordt door het Brussels Hoofdstedelijk Gewest om de sport, en meer bijzonder, de atletiek te promoten.
Borlée kondigde op 9 maart 2025 aan dat hij stopt als trainer.

## Belgische kampioenschappen
| Onderdeel | Jaar                   |
| --------- | ---------------------- |
| 100 m     | 1981, 1983             |
| 200 m     | 1979, 1981, 1983, 1984 |
| 400 m     | 1982                   |

## Persoonlijk record
| Afstand | Prestatie | Jaar |
| ------- | --------- | ---- |
| 400 m   | 45,4 s    | 1979 |

## Palmares

### 100 m
- 1981:  BK AC - 10,61 s
- 1983:  BK AC - 10,58 s

### 200 m
- 1974: 4e BK AC - 21,7 s
- 1979:  BK AC - 20,95 s
- 1981:  BK AC - 21,09 s
- 1983:  BK AC - 20,91 s (te veel wind)
- 1983:  EK indoor - 21,13 s
- 1984:  BK AC - 21,41 s

### 400 m
- 1980: 8e ¼ fin. OS - 47,73 s
- 1982:  BK AC - 46,88 s

### 4 x 400 m
- 1978: 5e reeks EK in Praag - 3.08,0

1. ↑  Jacques Borlée kondigt zijn afscheid aan als atletiekcoach: "Deze sport zal altijd een passie blijven". Sporza.be (9 maart 2025). Geraadpleegd op 10 maart 2025.